# Wet op Bantoe-overheden
De Wet op Bantoe-overheden (Bantu Authorities Act, 1951, wet 68 van 1951, later omgedoopt tot de Black Authorities Act, 1951) was een van de pijlers van de apartheid van Zuid-Afrika. Deze wetgeving, in opvolging van Inheemse Zaken (Wet nr. 23 van 1920), creëerde de wettelijke basis voor de deportatie van de zwarten in beschermde gebieden en aangewezen gevestigde stammen, vastgesteld door regionale en territoriale overheden. Deze wet werd versterkt door de Bantu Homelands Citizenship Act van 1970.
Na het einde van de apartheid, door de introductie van democratisch lokaal bestuur en een nieuw kader voor het traditionele leiderschap, is de wet overbodig geworden en werd deze formeel ingetrokken in 2010. 